# Mysimenzies hadalis
Mysimenzies hadalis är en kräftdjursart som beskrevs av Mihai Bacescu 1971. Mysimenzies hadalis ingår i släktet Mysimenzies och familjen Mysidae. Inga underarter finns listade i Catalogue of Life.